# Општина Подвелка
Општина Подвелка (словен. Podvelka) је једна од општина Корушке регије у држави Словенији. Седиште општине је истоимено насеље Подвелка.

## Природне одлике
Рељеф: Општина Подвелка налази се у северном делу Словеније, у североисточном делу покрајине словеначке Корушке. Општина је гранична према Аустрији на северу. Средишњи део општине је долина реке Драве. Северно од долине издиже се планина Козјак, а јужно планина Похорје.
Клима: У општини влада умерено континентална клима.
Воде: Најважнији водоток у општини је река Драва. Сви остали водотоци су мали и њене су притоке.

## Становништво
Општина Подвелка је ретко насељена.

## Насеља општине
| - Брезно - Вурмат - Згорња Капла - Јанжевски Врх - Јавник - Козји Врх | - Лехен на Похорју - Ожбалт - Подвелка - Рдечи Брег - Сподња Капла |  |

## Додатно погледати
- Подвелка